# Éric Navet
Éric Navet, född den 9 maj 1959 i Bayeux i Frankrike, är en fransk ryttare.
Han tog OS-brons i lagtävlingen i hoppning i samband med de olympiska ridsporttävlingarna 1992 i Barcelona.